# Sonderfall

Le Sonderfall (de l'allemand « cas particulier ») désigne une construction idéologique développée en Suisse pour faire référence à un certain nombre de particularités propres à son peuple et sa politique. La Suisse a ainsi cherché, comme d'autres pays, à revendiquer un statut particulier en Europe.

## Histoire
Même si la construction idéologique de la Suisse commence plutôt vers la fin du XVe siècle via l'élaboration des mythes fondateurs de la Suisse, le Sonderfall est utilisé à proprement parler pour la consolidation de l'État fédéral aux XIXe et XXe siècles.
En 1990, une note du Département fédéral des affaires étrangères concernant l'adhésion de la Suisse aux Nations unies indique que :

« La question de la position de notre pays dans le monde est l’un des thèmes les plus importants du moment et l’un des plus grands défis de la politique intérieure et extérieure de la Suisse. Des concepts traditionnels tels que le « Sonderfall suisse » doivent être adaptés à la nouvelle donne et être redéfinis »

## Description
Le Sonderfall fait généralement référence au fait que la Suisse soit un petit pays, neutre, fédéral, avec des outils de démocratie directe ainsi qu'une pluralité linguistique et religieuse. Le Sonderfall suisse a néanmoins été utilisé abondamment et de manière large, il peut donc aussi bien faire référence à des particularités prétendues de la mentalité suisse, de la politique, du paysage ou du climat. Cette idée a souvent servi à se distancer des autres nations : la Suisse est alors non-totalitaire, non-coloniale, humanitaire, etc.
Selon l'historien Hans-Ulrich Jost, la stratégie du Sonderfall a été utilisée comme « argument opportuniste permanent » pour ne pas s'engager dans des obligations internationales, dès la Première Guerre mondiale et après. Cet argument a aussi été utilisé pour justifier la collaboration économique entre la Suisse et le Troisième Reich pendant la Seconde Guerre mondiale (« Mais elle a surtout payé une amende de 250 millions en or aux Alliés pour les affaires faites avec les nazis ») et avec l'Afrique du Sud pendant l'Apartheid.
Cette construction idéologique fut utilisée jusque dans les années 1970 où le mouvement de mai 68 en fit une conception rétrograde et stéréotypée de la Suisse. Néanmoins, l'idée retrouve des admirateurs (notamment chez les nationalistes et les conservateurs) dans les années 1990 lorsque le débat est lancé sur l’adhésion à l'Union européenne. Ainsi, on retrouve cette rhétorique au moins jusqu'en 2013 dans les discours de l'UDC, en guise d'exemple un article intitulé « Sonderfall suisse – les citoyens décident ! ».